# Rioumau
Le Rioumau est une rivière du sud-ouest de la France coulant dans le département du Cantal. C'est un affluent de rive gauche du Bès et un sous-affluent de la Garonne par la Truyère et le Lot.

## Géographie
De 20,6 km de longueur, le Rioumau prend sa source dans le département du Cantal commune de Saint-Urcize sur le flanc nord du puy de Gudette vers 1 350 m d'altitude. Il longe ensuite la limite entre le Cantal et l'Aveyron sur quelques kilomètres puis oblique vers le nord-est et finit par se jeter dans le Bès en rive gauche en limite de la commune de Grandvals (Lozère) à une altitude de 1 050 m.

### Départements et communes traversées
- Cantal : Saint-Urcize.

## Principaux affluents
- Ruisseau de Grezettes : 5,5 km

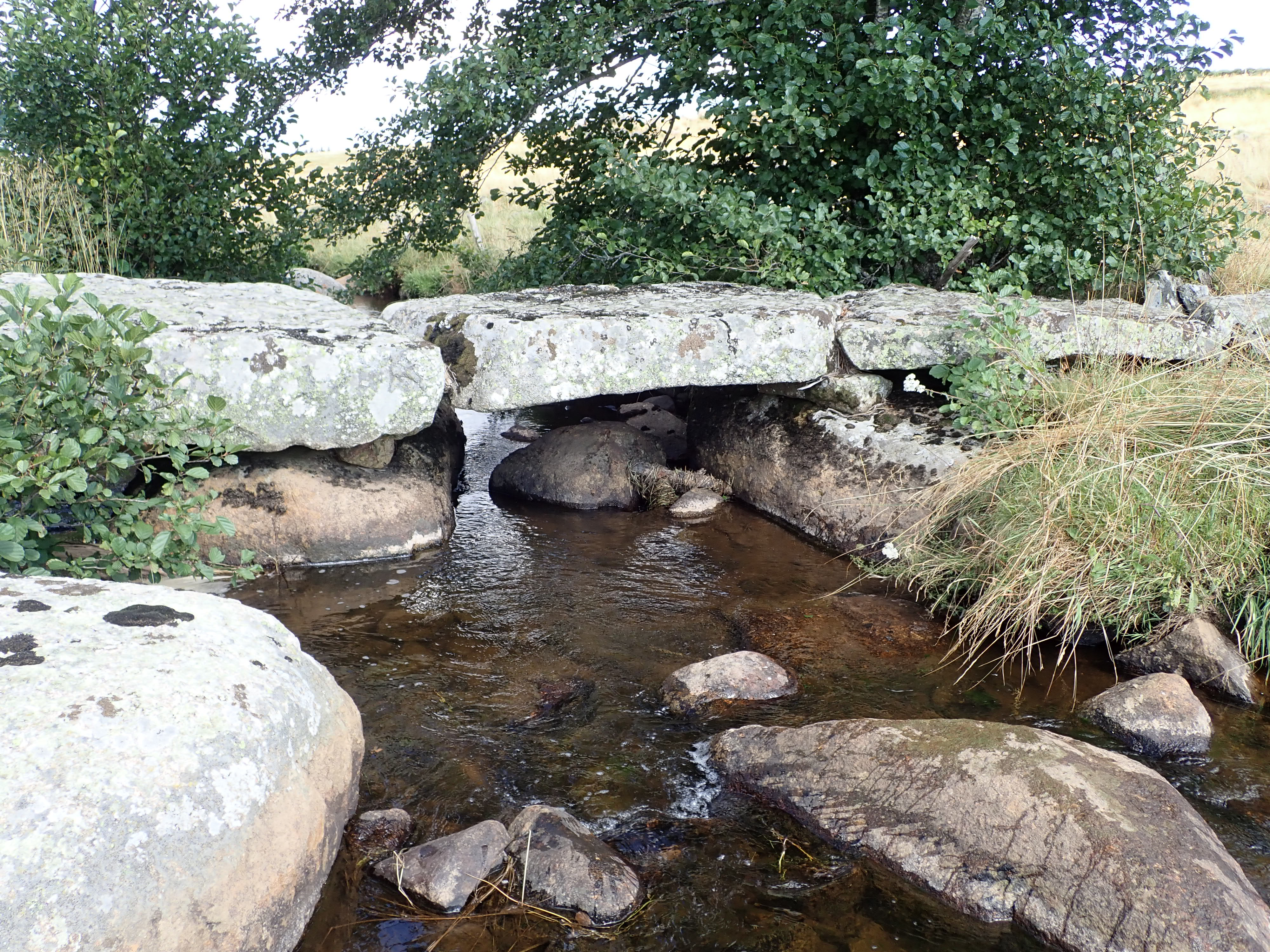
Vieux pont traditionnel fait de grosses dalles de pierre sur le ruisseau de Grezettes.
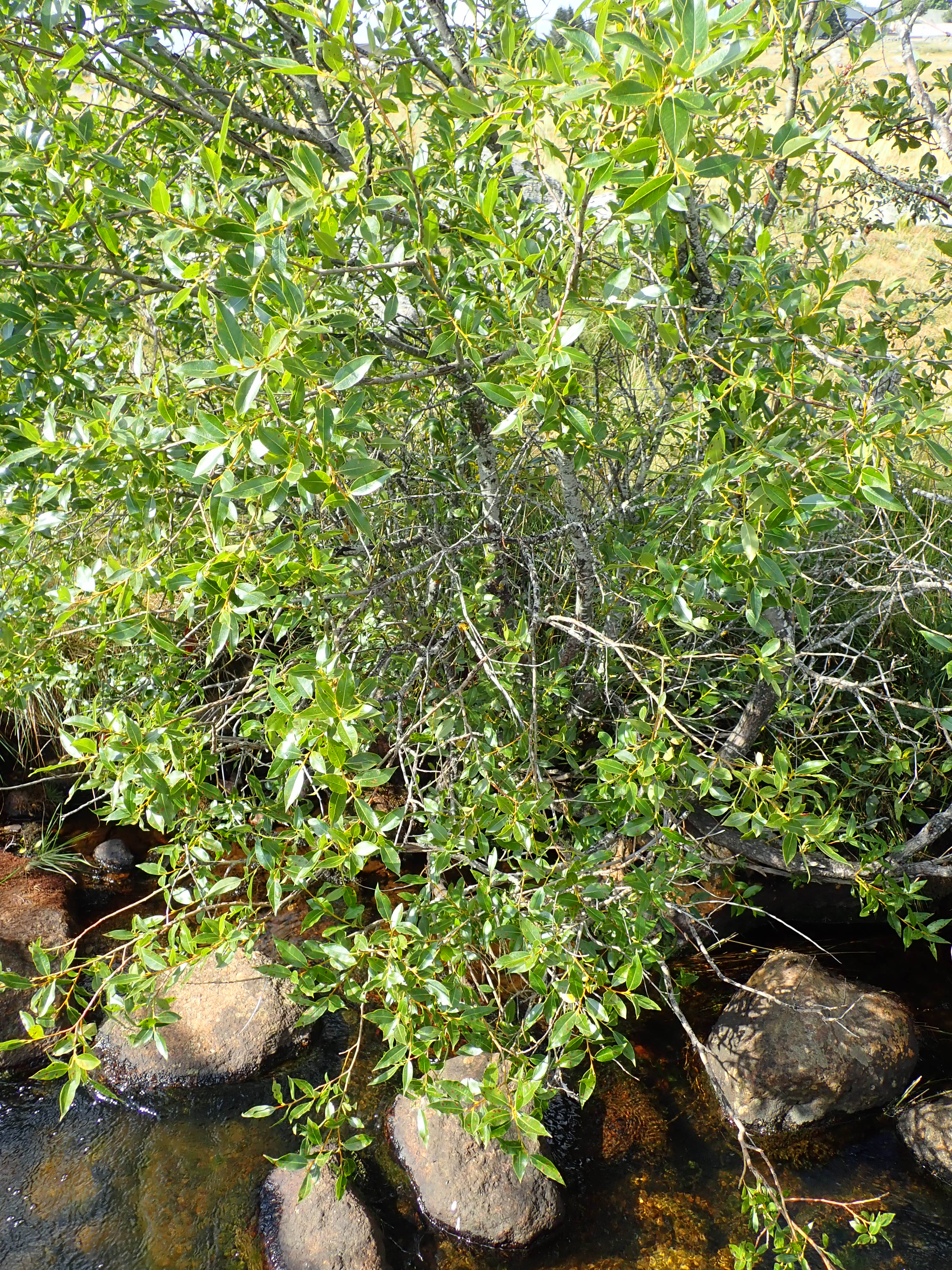
Saule laurier (Salix pentendra) au bord de l'eau.